# 허머

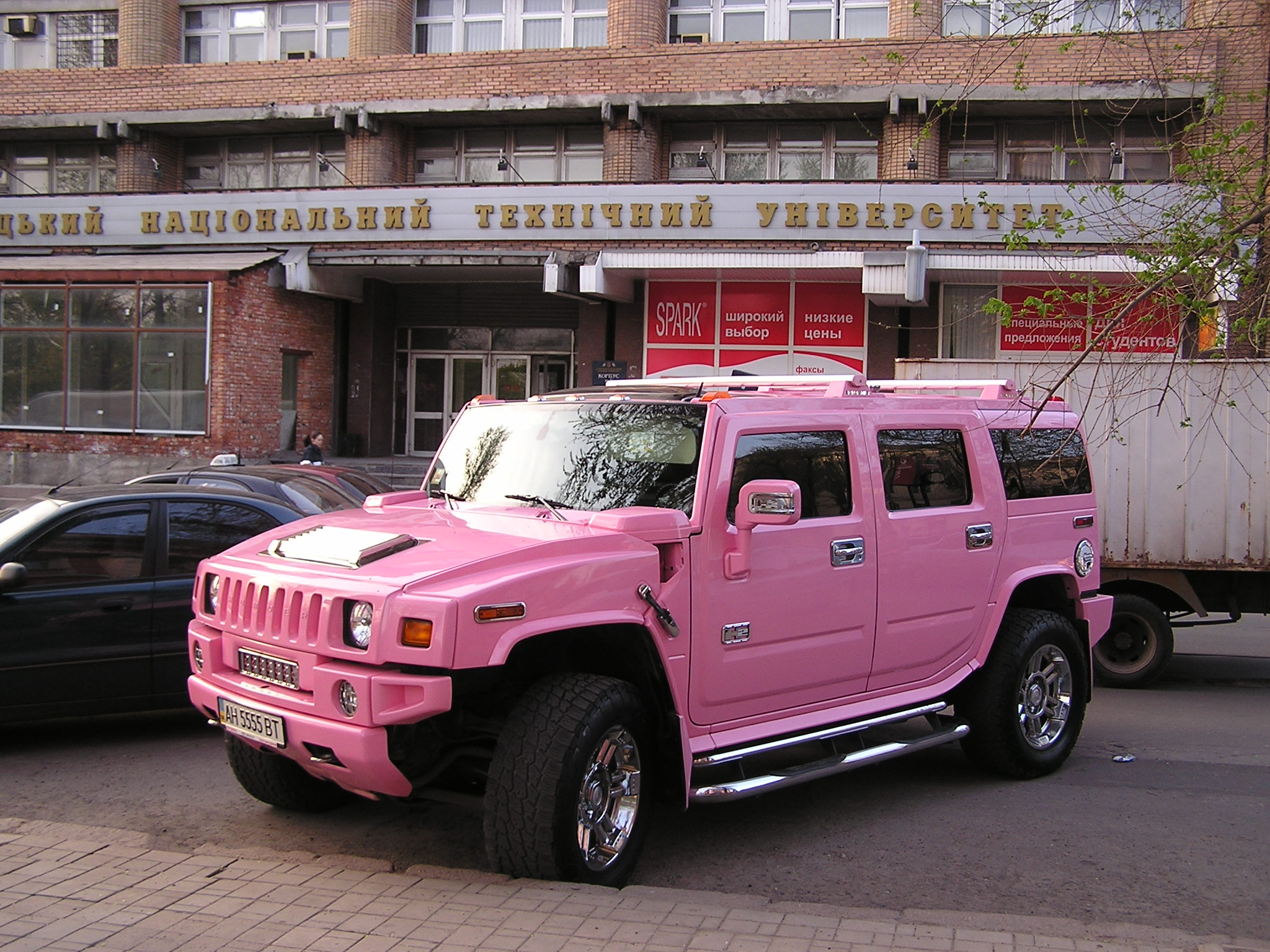
개장형 허머 H2

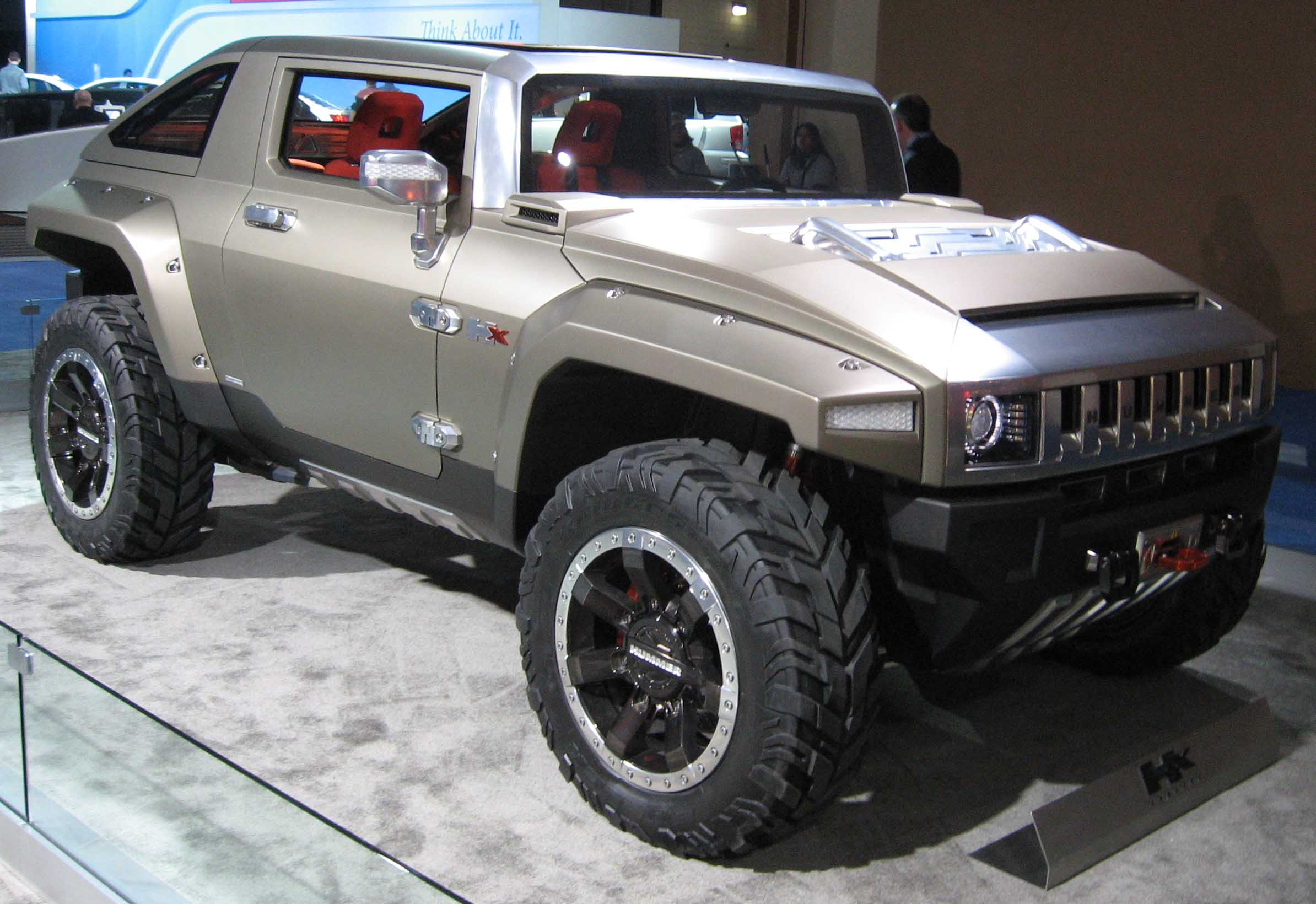
허머 HX

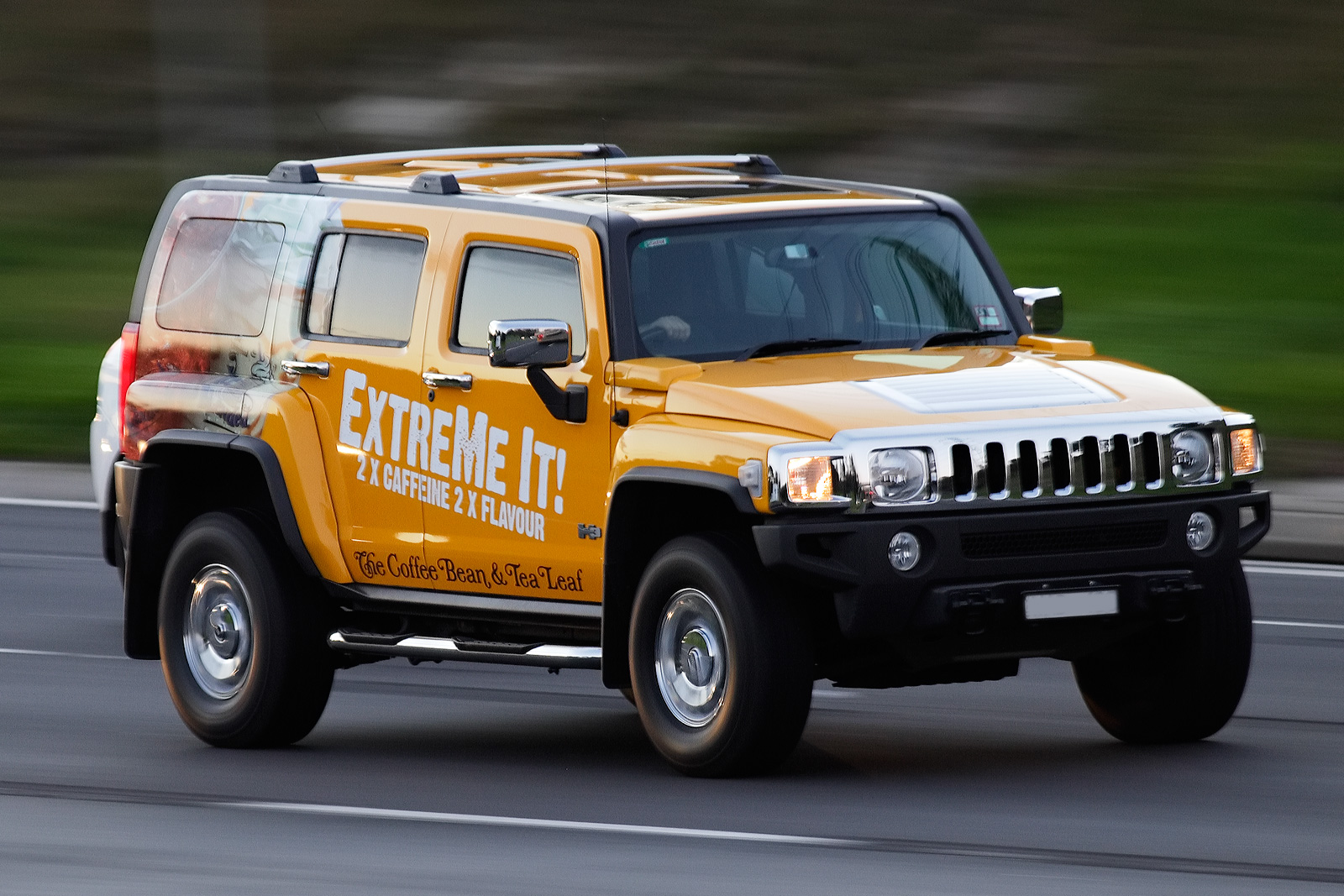
허머 H3

허머(Hummer)는 1992년부터 2010년까지 존속한 GM의 픽업 트럭, SUV 차량 상표이다.
로널드 레이건 정부 때부터 미군의 군용차량으로 이용 중인 험비를 민수용으로 내놓은 브랜드였다. 험비 이전에 미군의 군용차로 이용했던 지프보다 낮은 전고, 지프보다 길이가 더 짧은 수직형 라디에이터 그릴이 패밀리 룩이었으며 각 모델들의 펜더에 있는 모델명 옆에는 GM 마크가 작게 붙어 있다.
대부분의 국가에서 크로스오버 승용차보다 트럭으로 알려져 있지만, 심각한 적자로 인한 부도로 2010년에 GM이 폰티악, 새턴 등의 브랜드 폐기를 선언했을 때 단종됐다. 이후 GM 산하 GMC의 전기 SUV/픽업트럭 브랜드로 재편하기로 했다.

## 모델
- H1: 군사용 다목적 다기능 차량인 험비를 기반으로 만들어졌다.
- H2: 겉모습만 험비와 비슷할 뿐, 플랫폼 기반은 쉐보레 서버번에 두고 있으며 차체 크기도 H1에 비해 작다.
- H3: H2보다 더 작은 모델로 쉐보레 콜로라도 픽업 트럭의 플랫폼을 공유한다.

## 브랜드 매각 논란
파산 보호를 신청한 GM은 허머 브랜드를 중국의 중공업 회사인 쓰촨텅중(四川騰中)에 매각하기로 합의했다고 밝혔다. 하지만 중국 언론들의 부정적인 전망이 보도되었다. 2010년에 중국 정부에서 승인하지 않아 결국 매각이 무산되었고, 그 해 8월에 허머 브랜드마저 폐지되고 말았다.
이에 따라 허머의 상표권은 여전히 GM에서 쥐고 있었고, 2020년대 들어 전 세계적으로 전기자동차 붐이 일면서 2020년에 GM 측이 GMC의 전기 SUV/픽업트럭 브랜드로 허머의 부활을 선언했다.

## 같이 보기
- 험비
- 쉐보레
- 뷰익
- 캐딜락
- 한국지엠
- 폰티악
- GMC